# Nucla
Nucla est une ville américaine située dans le comté de Montrose dans le Colorado.
La ville est fondée en 1904 par la Colorado Co-Operative Company. Son nom provient du latin « nucleus » qui signifie « noyau » ; ses fondateurs pensaient en effet que son modèle socialiste s'étendrait aux alentours.

## Démographie
| 1920 | 1930 | 1940 | 1950 | 1960 | 1970 |
| ---- | ---- | ---- | ---- | ---- | ---- |
| 217  | 221  | 361  | 457  | 906  | 949  |

| 1980  | 1990 | 2000 | 2010 | - | - |
| ----- | ---- | ---- | ---- | - | - |
| 1 027 | 656  | 734  | 711  | - | - |

Selon le recensement de 2010, Nucla compte 711 habitants. La municipalité s'étend sur 0,72 milles carrés (1,86 km2).